# (3958) Komendantov
(3958) Komendantov ist ein Asteroid des Hauptgürtels, der am 10. Oktober 1953 von der russischen Astronomin Pelageja Fjodorowna Schain am Krim-Observatorium in Simejis entdeckt wurde.
Der Asteroid wurde nach Nikolaj Vasil'evich Komendantov (1895–1937), Forscher für die Bahnen von Kleinplaneten auf Vorschlag von Yu. V. Batrakov benannt.